# Expo Norr
Expo Norr er en årlig handelsmesse og folkefest, der afholdes i Östersund, i det nordlige Sverige, i slutningen af juni måned.
Expo Norr blev etableret 1949 som en fond for at arrangere handelsmesser i Östersund. Grundlæggere var blandt andre
Östersunds stad, Jämtlands läns landsting, samt handels- og håndværkerforeningen i Östersund. Den første Expo Norr-messe blev afholdt i juli 1950.
Expo Norr er i dag en af Sveriges ældste kontinuerlige handelsmesser, og er det næststørste arrangement i Jämtland efter Storsjöyran med mere end 200 udstillere og omkring 30.000 gæster i de fem dage som messen foregår.
Mange kendte kunstnere har optrådt under Expo Norr gennem tiden, og Expo Norr er også et stort træfpunkt for hjemvendte ferierende jämter, alle turister, og ikke mindst for naboerne fra Trøndelag.
Expo Norr blev fra begyndelsen og frem til 1976 afholdt ved Gamla Tennishallen i Östersund. Da flyttede Expo Norr ned til området for den nyy ishal, Z-hallen, ved idrætspladsen Hofvallen. Fra og med 2008 afholdes Expo Norr i Frösö Park på Frösön, området for den nu nedlagte Jämtlands flygflottilj.